# Johann Georg II. Fuchs von Dornheim

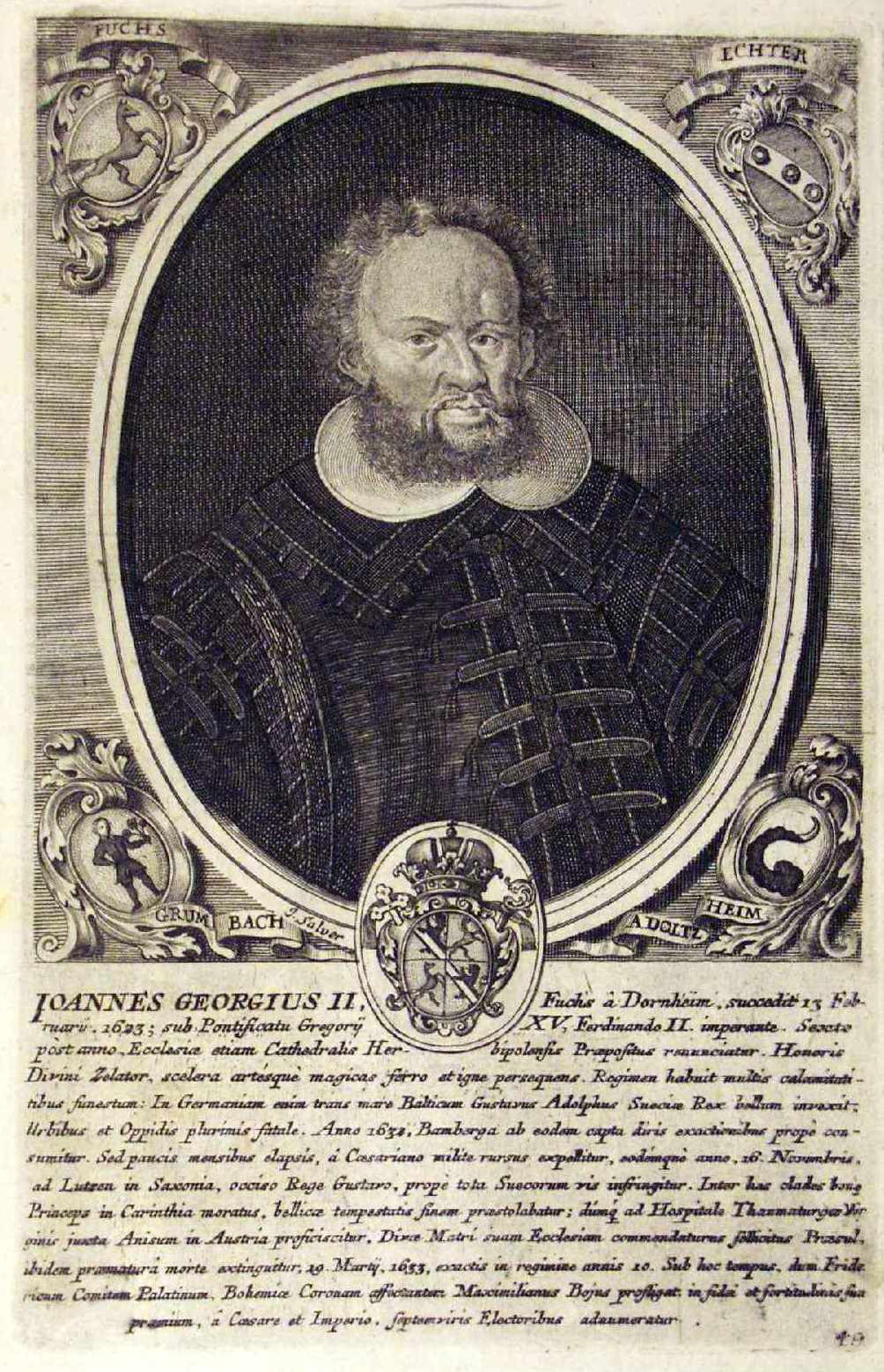
Johann Georg Fuchs von Dornheim, Kupferstich von Johann Salver

Johann Georg II. Fuchs Freiherr von Dornheim (* 23. April 1586 in Wiesentheid, Unterfranken; † 29. März 1633 in Spital am Pyhrn, Oberösterreich) war ein deutscher Geistlicher und Politiker. Seit 1623 war er Fürstbischof von Bamberg und Streiter für die Gegenreformation sowie unbarmherziger Hexenverfolger („Hexenbrenner“ oder auch „Hexenbischof“ genannt).

## Hexenverfolgung
Die unter seinem Vorgänger Johann Gottfried I. von Aschhausen bereits intensiv betriebene Hexenverfolgung in Bamberg wurde unter der Regierung Johann Georgs II. noch einmal gesteigert. Auf Friedrich Förner, seinen bereits unter seinem Vorgänger ernannten Generalvikar und Weihbischof, ging der Bau eines eigenen Drudenhauses (Malefizhaus, Hexengefängnis) in Bamberg zurück. Es wurde 1627 fertiggestellt und hatte Platz für 30 bis 40 Gefangene. Unter Dornheims Herrschaft fielen mindestens 642 Menschen im Hochstift den Hexenprozessen zum Opfer, bekannter wurden die Fälle Christina Morhaubt und Dorothea Flock. Auch bekannte Persönlichkeiten wie den Bürgermeister Johannes Junius und den bischöflichen Kanzler Georg Haan, der die Prozesse kritisiert hatte, ließ er hinrichten. Auf Klagen von Angehörigen hin griff der Reichshofrat in Wien ab 1629 in die ausufernden Bamberger Hexenprozesse ein und setzte ihnen 1631 ein Ende.

## Flucht und Tod
Am 11. Februar 1632 wurde das Hochstift Bamberg von den Schweden unter der Führung von König Gustav Adolf besetzt und Johann Georg II. floh unter Mitnahme eines Teils des Domschatzes und wichtiger Urkunden mit Angehörigen des Domkapitels nach Spital am Pyhrn (Oberösterreich).
Er starb im Alter von 46 Jahren an den Folgen eines Schlaganfalls in seinem oberösterreichischen Exil.

## Sonstiges
Zwischen 1627 und 1631 ließ er vom Fürther Münzmeister Conrad Stutz einen Silbertaler prägen. Die Vorderseite zeigt ihn selbst in voller Leibesfülle, als Brustbild leicht seitlich von vorn mit Birett und Brokatgewand. Auf der Rückseite halten der Stifter des Erzbistums Bamberg, Kaiser Heinrich II, und seine Frau Kunigunde gemeinsam den Bamberger Dom.

## Rezeption
In der Verfilmung (2014) von Sabine Weigands Roman Die Seelen im Feuer wird er von Paulus Manker verkörpert. Die deutsche Metal-Band Narrator behandelt das Thema in dem Lied Schrein des Grauens.